# John Ellis Martineau
John Ellis Martineau (2 de Dezembro de 1873 – 6 de Março de 1937) foi o 28° Governador do Arkansas e Juiz Federal dos Estados Unidos do Tribunal Distrital dos Estados Unidos para o Distrito Leste do Arkansas. Seu mandato como Governador foi marcado pela Grande Enchente do Mississippi de 1927, com Martineau exercendo como Presidente da Comissão de Enchentes dos Três Estados.

## Educação e carreira
Nascido no dia 2 de Dezembro de 1873, no Condado de Clay, Missouri, filho de Sarah Hetty Lamb e Gregory Martineau, um fazendeiro recém-chegado de Quebec, Canadá, Martineau recebeu um diploma de Bacharelado em artes em 1896 pela Universidade Industrial do Arkansas (hoje Universidade do Arkansas) e Bacharel em Direito pela Faculdade de Direito da Universidade do Arkansas, em 1899. Entrou numa advocacia privada em Little Rock, Arkansas, a partir de 1899. Foi membro da Câmara dos Representantes do Arkansas de 1903 até 1905. Foi Chanceler da Corte de Chancelaria do Arkansas para o Primeiro Distrito de Chancelaria de 1907 até 1927.

### Concessão de habeas corpus
Enquanto exercia na corte de chancelaria, Martineau emitiu um mandado de habeas corpus para os réus nos processos criminais decorrentes do Motim Racial Elaine, no Condado de Phillips, no leste do Arkansas. Embora a Suprema Corte do Arkansas mais tarde tenha anulado essa ordem, concedeu aos réus tempo suficiente para evitar a execução e buscar o habeas corpus no tribunal federal. Suas condenações foram revogadas pela Suprema Corte dos Estados Unidos em sua decisão no caso Moore v. Dempsey.

## Governo
Martineau concorreu sem sucesso a Governador do Arkansas nas Primárias Democratas de 1924. Em 1926, destituiu nas primárias o incumbente de um mandato Tom Jefferson Terral e depois derrotou nas eleições gerais o advogado Republicano Drew Bowers, originalmente de Pocahontas, no Condado de Randolph, no nordeste do Arkansas. Martineau recebeu 76,5% dos votos contra 23,6% de Bowers. Bowers era Assistente do Procurador dos Estados Unidos no Distrito Leste do Arkansas, nos governos de Coolidge e Eisenhower. Martineau deixou o cargo cedo para ser juiz federal.

### Feitos como Governador
Martineau foi o primeiro Governador do Arkansas a transmitir seu discurso de posse pelo rádio. O governo de Martineau criou um conselho de pensões Confederado e autorizou auxílios estatais às cidades para a construção de rodovias por meio do Plano Martineau Road. Martineau foi forçado a lidar com uma grande crise quando o Rio Mississippi soltou-se das suas margens e cobriu 13% do estado durante a Grande Enchente de 1927. Martineau foi nomeado Presidente da Comissão de Enchentes dos Três Estados. Em Maio de 1927, Martineau chamou a Guarda Nacional em resposta ao linchamento de um prisioneiro afro-americano por uma multidão de 2.000 a 5.000 pessoas em Little Rock. Martineau ganhou a reputação de honesto, íntegro e como político progressista. Seu papel na política do estado e o gerenciamento eficaz de situações de crise garantiram ainda mais sua reputação como um dos melhores governadores do Arkansas e chamaram a atenção nacional.

## Serviço judicial federal
Martineau foi nomeado pelo Presidente Calvin Coolidge no dia 2 de Março de 1928, para um cargo no Tribunal Distrital dos Estados Unidos para o Distrito Leste do Arkansas, desocupado pelo Juiz Jacob Trieber. Foi confirmado pelo Senado dos Estados Unidos no dia 2 de Março de 1928 e recebeu sua comissão no mesmo dia. Seu serviço terminou no dia 6 de Março de 1937, devido a sua morte. Foi sepultado no Roselawn Memorial Park em Little Rock.

## Filiações
Martineau era membro da sociedade secreta, Knights of Pythias, e da confraria dos Maçons. Martineau foi um novato em 1894 da Kappa Sigma - Xi Chapter na Universidade do Arkansas. Os Contemporâneos de Martineau no Xi Chapter incluíam o futuro Senador do Estado e o Governador interino do Arkansas, Xenophon Overton Pindall, o futuro Governador interino Michael Pleasant Huddleston, o futuro Juiz Federal Thomas Clark Trimble III e o futuro Congressista e Juiz Federal Samuel Billingsley Hill.